# Cauvicourt
Cauvicourt – miejscowość i gmina we Francji, w regionie Normandia, w departamencie Calvados.
Według danych na rok 1990 gminę zamieszkiwały 373 osoby, a gęstość zaludnienia wynosiła 39 osób/km² (wśród 1815 gmin Dolnej Normandii Cauvicourt plasuje się na 531. miejscu pod względem liczby ludności, natomiast pod względem powierzchni na miejscu 540.).